# Winterton, Lincolnshire
Winterton är en ort och civil parish i Storbritannien.   Den ligger i kommunen North Lincolnshire och riksdelen England, i den sydöstra delen av landet, 240 km norr om huvudstaden London. Winterton ligger 30 meter över havet och antalet invånare är 4 834.
Terrängen runt Winterton är platt. Runt Winterton är det ganska tätbefolkat, med 139 invånare per kvadratkilometer. Närmaste större samhälle är Kingston upon Hull, 20,0 km nordost om Winterton. Trakten runt Winterton består till största delen av jordbruksmark.